# ВАЗ-2108
ВАЗ-2108 Супутник / Лада Самара — дводверний легковий автомобіль класу суперміні з приводом на передні колеса і поперечним розташуванням двигуна Волзького автозаводу. Випускався з 1984 по 2004 рік.

## Опис моделі

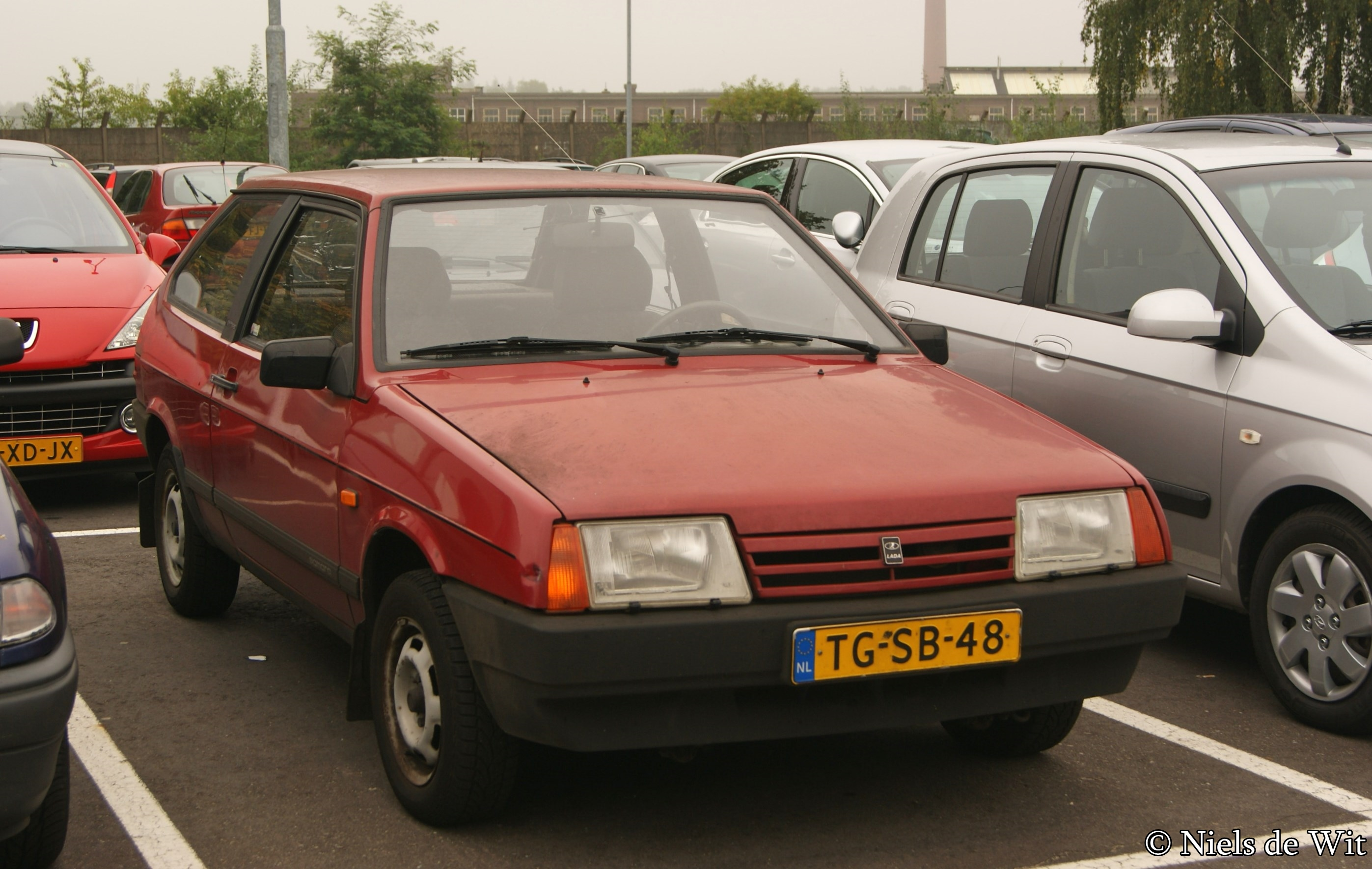
ВАЗ-2108 з «довгим» переднім крилом

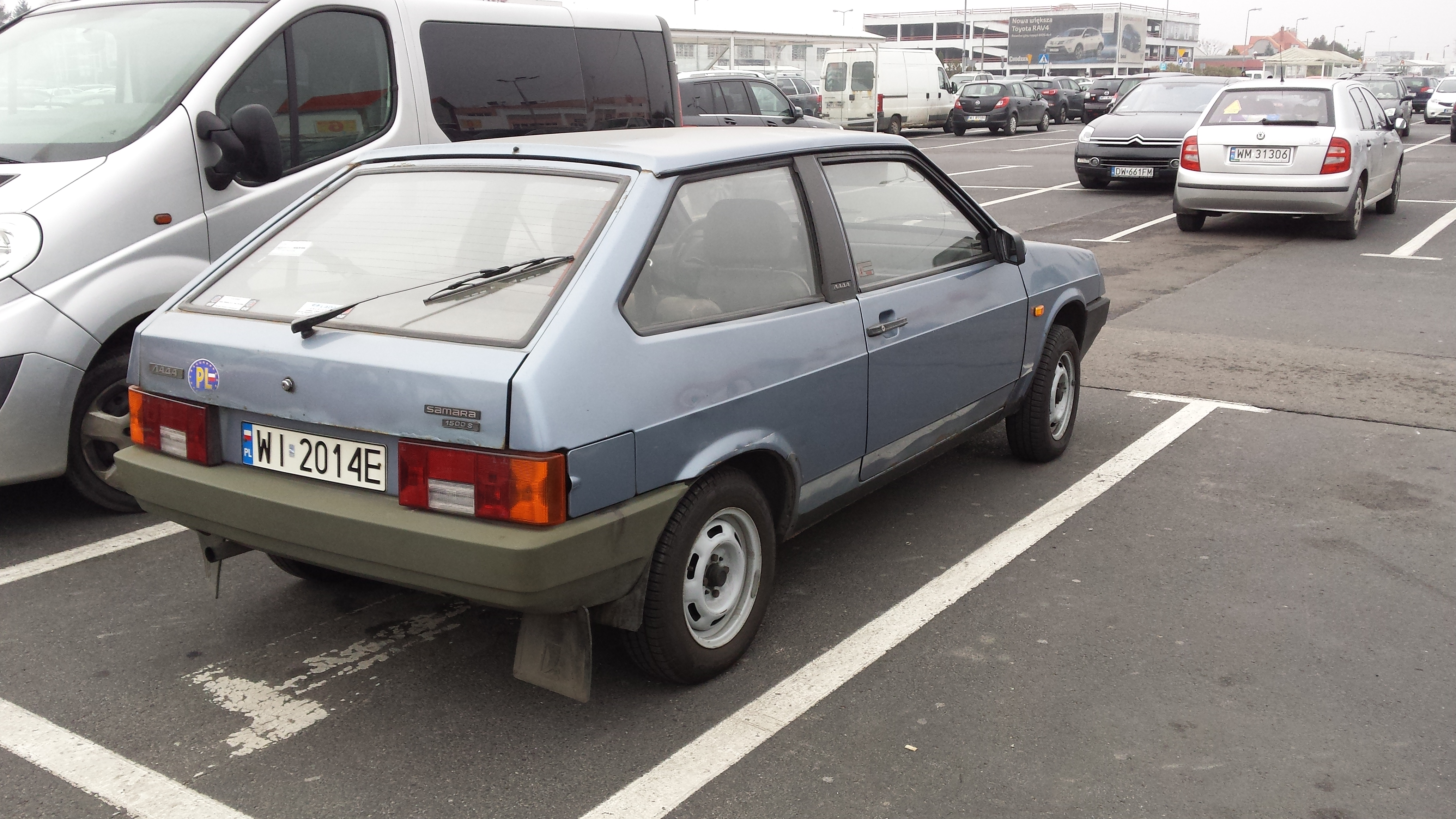
ВАЗ-2108

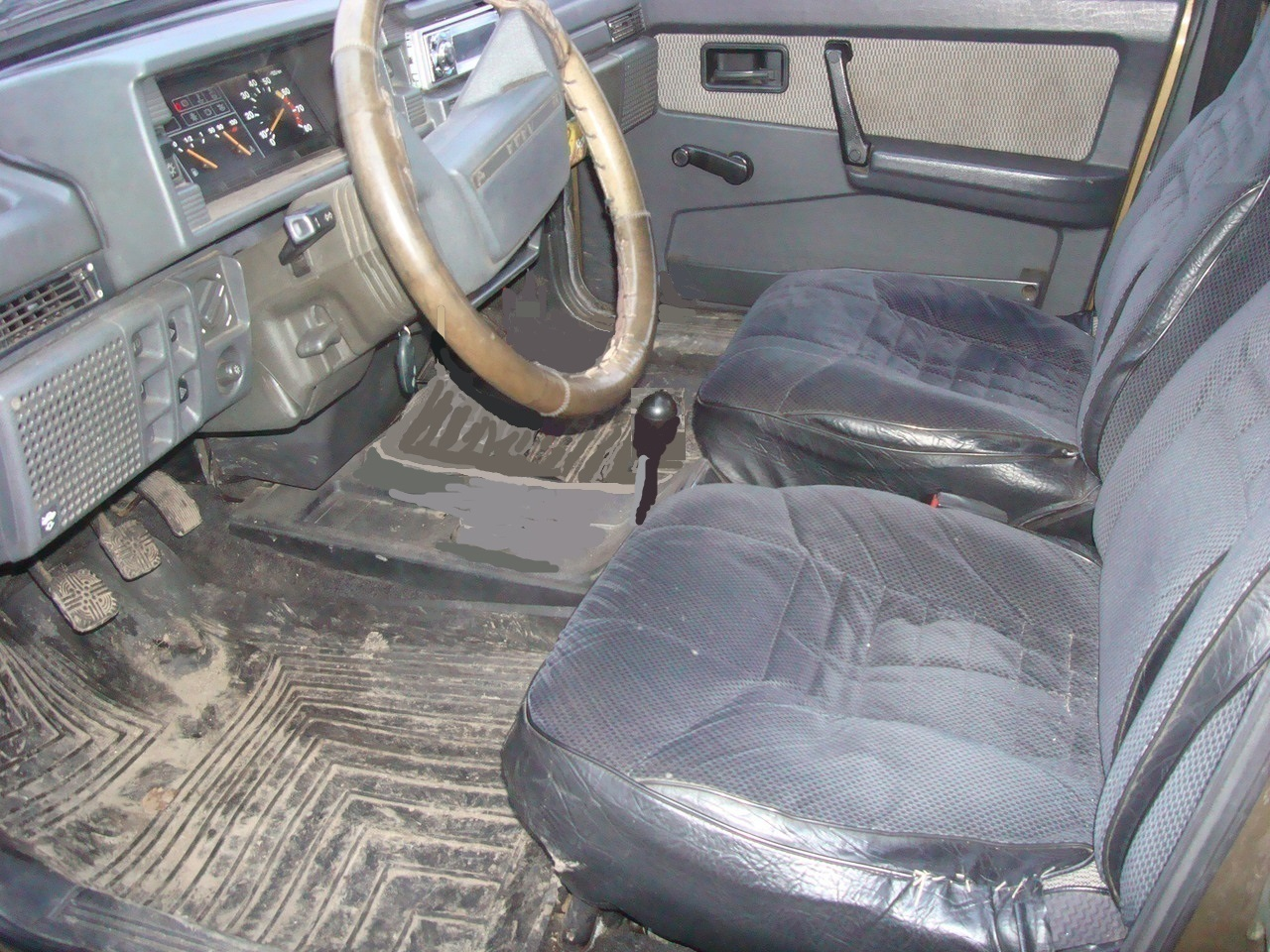

ВАЗ-2108 випускався Волзьким автомобільним заводом. Випускається її наступниця — 2113, яка зовні відрізняється від 2108 зміненою формою передка (крила, капот, оптика), іншими бамперами, наявністю пластикових накладок на порогах і спойлером на задній двері.
З 1994 року Волзький автозавод випускав ВАЗ-2108-91 з РПД ВАЗ-415 об'ємом 1,3 літра, потужністю 140 к.с. при 6500 об / хв, але, звичайно — обмеженими партіями.
На цьому автомобілі вперше в модельному ряду ВАЗу була застосована п'ятиступінчаста коробка передач, яка надалі стала встановлюватися на всі моделі сімейства «Самара» (перший радянський легковий автомобіль з п'ятиступінчастою КПП — Москвич-2141). Також ці автомобілі вперше для російської автомобільної промисловості стали забарвлюватися металізованими емалями в серійному виробництві.
Свого часу невдалий дизайн «дзьоба» викликав до життя цілу прошарок дрібних фірм і фірмочок, які намагалися випускати різні накладні деталі оформлення, що міняли невдалу зовнішність «вісімки». Існує ще ряд моделей, які за своїми характеристиками не відрізняються від базових моделей, але з Через різницю в розташуванні вузлів та агрегатів отримали власні індекси. Експортні варіанти, що випускаються для Великої Британії — ВАЗ-21086, ВАЗ-21087, ВАЗ-21088. Це аналоги відповідно моделей ВАЗ-2108, ВАЗ-21081, ВАЗ-21083, але з правостороннім розташуванням рульової колонки. Відповідно змінено розташування педалей управління і вакуумного підсилювача гальм. Змінений алгоритм руху двірників вітрового скла. Вони рухаються зліва направо, що обумовлено 'дзеркальним' механізмом приводу двірників.
З 2001 р. була прийнята нова програма комплектації моделей: варіанти виконання для автомобілів з карбюраторним двигуном: «стандарт» (ВАЗ-21083-00), «норма» (ВАЗ-21083-01) і «люкс» (ВАЗ-21083-02). У модельному ряду АТ «АВТОВАЗ» 2001—2002 рр. представлені модифікації ВАЗ-21083 з карбюраторним і вприсковим двигунами.

### Дизайн
Як і всі радянські автомобільні дизайнери черпали натхнення із західного автопрому, "ВАЗ 2108" не став винятком і для його образу за основу було взято "Audi 80 B2 Coupe" (81/85), як часто зізнавалися самі радянські дизайнери, вони шукали нові ідеї в старих західних автожерналах. ВАЗ-2199 у "Audi 80 B2" (LS).

## Модифікації
- ВАЗ-2108-91 — зовні повністю ідентична ВАЗ-2108, але з двосекційним РПД ВАЗ — 415 потужністю 140 к.с. об'ємом 1300 см3.
- ВАЗ-21081 — зовні повністю ідентична ВАЗ-2108, встановлений двигун об'ємом 1100 см3. Модель в основному поставлялася на експорт.
- ВАЗ-21083 — зовні повністю ідентична ВАЗ-2108, встановлений карбюраторний двигун об'ємом 1500 см3.

З 2001 р. була прийнята нова програма комплектації моделей. У результаті модель ВАЗ-21083 отримала подовжені індекси, в залежності від комплектації:
* ВАЗ-21083-00 — комплектація «стандарт»
* ВАЗ-21083-01 — комплектація «норма»
* ВАЗ-21083-02 — комплектація «люкс»
Перша серійна інжекторная модель ВАЗ-21083 мала індекс ВАЗ-21083-20 і була випущена в 1994 році. З 2001 р. була прийнята нова програма комплектації моделей, в результаті чого комплектації моделі ВАЗ-21083-20 привласнили найменування «стандарт».
Повний список модифікацій легкових ВАЗ-21083 з інжектором:
* ВАЗ-21083-20 — комплектація «стандарт»
* ВАЗ-21083-21 — комплектація «норма»
* ВАЗ-21083-22 — комплектація «люкс»
- ВАЗ-210834 — у 1998 році на базі моделей 21083 та 21213 був розроблений позашляховик ВАЗ-210834 з двигуном 21213 і Лада Тарзан з двигуном 21231.
- ВАЗ-21084 — зовні повністю ідентична ВАЗ-2108, встановлений двигун об'ємом 1600 см3. Являє собою мотор ВАЗ-21083 з збільшеним по висоті на 1,2 мм блоком, трохи зміненою головкою і новим колінчастим і газо-розпридільчим валами. Поршень діаметром 82 мм, обрізаний по висоті на 1,8 мм, тут буде мати хід 74,8 мм. Випускалася дрібними серіями в умовах дослідно-промислового виробництва.
- ВАЗ-21085 — ідентична ВАЗ-2108, але з 16-ти клапанним інжекторним двигуном об'ємом 1500 см3 потужністю 93 к.с..
- ВАЗ-21086 — являє собою модель ВАЗ-2108 з правим розташуванням рульового колеса.
- ВАЗ-21087 — являє собою модель ВАЗ-21081 з правим розташуванням рульового колеса.
- ВАЗ-21088 — являє собою модель ВАЗ-21083 з правим розташуванням рульового колеса.
- ВАЗ-21089 — зовні повністю ідентична ВАЗ-2108, але з двосекційним РПД ВАЗ — 414 потужністю 120 к.с. Випускалася дрібними партіями до появи нового РПД ВАЗ — 415 потужністю 140 к.с. Потім на зміну прийшла модель ВАЗ-2108-91 з двигуном РПД ВАЗ— 415.[1]
- Lada Samara Van або Lada Samara Enterprise — 2-дверний фургон створений на основі ВАЗ-2108 для ринку Європи.
- Lada Samara Natasha — кабріолет на основі ВАЗ-2108, був створений Scaldia-Volga за допомогою одного з найстаріших бельгійських кузовобудівників Garage Meeus. З листопада 1990 по грудень 1995 року випущено 456 таких кабріолетів.[2]

## ВАЗ-2108 в кіно
- Приморський бульвар
- Фанат — 1989
- Гра всерйоз
- Ризик без контракту
- Російський транзит
- На прізвисько «Звір»
- Класик
- У смузі прибою
- Бандитський Петербург
- Далекобійники — в 1 серії «російський конвой»
- Одного разу збрехавши
- Кат 1990

## В ігровій та сувенірній індустрії
- У 2009 році модель ВАЗ-2108 у масштабі 1:43 вийшла в рамках проекту «Автолегенди СРСР» від видавництва «ДеАгостіні».
- З 1989 року випускається заводом «Тантал» (1:43), хоча з кінця 90х спостерігаються великі порушення в литві кузова.
- Також модель виробляється китайською фірмою Welly у масштабі приблизно 1:34.